# Овсянниково (Ковровский район)
Овсянниково — деревня в Ковровском районе Владимирской области России, входит в состав Клязьминского сельского поселения.

## География
Деревня расположена в 16 км на восток от центра поселения села Клязьминский Городок и в 30 км на восток от райцентра города Ковров.

## История
В начале XVII столетия церковь в селе существовала в честь святого и чудотворного Николая и значится в окладных книгах патриаршего казенного приказа под 1644 годом: «церковь Николы чудотворца в поместье Захарья Фомина сына Толмачева в сельце Овсянникове…», а под 1672 годом показано: «отдана Суздальскому архиепископу…». В 1826 году вместо бывшей деревянной Николаевской церкви усердием прихожан сооружена каменная пятиглавая церковь с каменною же колокольнею; в 1872 году усердием тех же прихожан при церкви построена каменная ограда. Престолов в церкви три: в холодной – в честь Казанской иконы Божией Матери и в теплой трапезе: на южной стороне - во имя Иоанна Предтечи и на северной - во имя святого и чудотворного Николая. С 1889 года в селе существовала земская народная школа, которая помещалась в собственном доме, построенном таганрогским купцом Кононом Китаевым.
В конце XIX — начале XX века село Овсянниково входило в состав Санниковской волости Ковровского уезда, с 1924 года — в Осиповской волости. 
С 1929 года Овсянниково входило в состав Красногривского сельсовета Ковровского района, позднее вплоть до 2005 года деревня — в составе Санниковского сельсовета (с 1998 года — сельского округа).

## Население
| 1859 | 1905 | 1926 | 2002 | 2010 | 2021 |
| ---- | ---- | ---- | ---- | ---- | ---- |
| 136  | ↘70  | ↗115 | ↘11  | ↘2   | ↗30  |

## Достопримечательности
В деревне находится действующая Церковь Казанской иконы Божией Матери (1822).